# Andrzej Popiołek
Andrzej Popiołek – funkcjonariusz Służby Więziennej, generał SW, p.o. dyrektora generalnego tej formacji od 7 października 2005 do 26 lutego 2006.
Pochodzi z Krakowa. Był dyrektorem Inspektoratu Okręgowego Służby Więziennej w Krakowie. Awansował później na stanowisko zastępcy dyrektora generalnego Służby Więziennej. W 2003 otrzymał nominację generalską jako jeden z dziewięciu funkcjonariuszy SW w III Rzeczypospolitej. 7 października 2005 tymczasowo przejął obowiązki dyrektora generalnego SW od przechodzącego na emeryturę Jana Pyrcaka. 26 lutego 2006 zastąpił go Henryk Biegalski, który jednak został odwołany już po kilkunastu dniach.